# بنو خزرون (طرابلس)
بنو خزرون أو الدولة الخزرونية هم سلالة مغراوية من قبيلة زناتة، يعود أصلهم لبنو خزرون بسجلماسة الذين بدورهم من سلالة بنو خزر العريقة, حكموا طرابلس من عام 1001 إلى عام 1146.

## التاريخ
كانت طرابس محكومة من الدولة الزيرية. وفي عهد باديس بن المنصور أُقر عوصلة بن بكار على حكم المدينة، إلا أنه طلب من الخليفة الحاكم بأمر الله أن يعفيه فقبل الحاكم وأرسل يانس الصقلي واليا على طرابلس. وعندما علم باديس بقدومه طلب منه ما يثبت أنه مولى من الخليفة الفاطمي لكن يانس رفض فأرسل له جيشا بقيادة جعفر بن حبيب واشتبكا فقتل يانس. فتولى أمرهم فتوح بن علي وحاصر جعفر بن حبيب طرابلس فاستغل فلفل بن سعيد الفوضى وقرر أن يغزو طرابلس فخاف جعفر أن يسحق بين فتوح وفلفل فعاد إلى قابس. أما فلفل بن سعيد فهو بربري زناتي من المغراوة وكانت له حروب مع الزيريين انتهت بهزيمته وهروبه إلى الصحراء. أدى دخوله طرابلس إلى تأسيس دولة دامت قرنا ونصف القرن.
ما أن تسلم فلفل المدينة حتى دخل في حرب لمدة سنتين مع باديس. أعلن فلفل البيعة للفاطميين، و حاصر قابس بالاشتراك مع الوالي الفاطمي يحيى بن حمدون عام 1002, لكن مشاكل بينه وبين يحيى أدت إلى قطع العلاقة مع الفاطميين فبايع الأمويين إلا أنه مات عام 1009 قبل وصول رد منهم، فتولى بعده أخوه ورُّو بن سعيد الذي خسر طرابلس لصالح باديس. تصالح باديس مع بني خزرون وأقطعهم بعض المناطق فدخلوا في طاعته. ولكن ما لبث ورو أن تمرد وحاصر طرابلس عدة مرات لكنه فشل وانتهى به الأمر طائعا للزيريين مرة أخرى إلى أن مات.
وبعد وفاة ورو عام 1015 تنازع أخوه خزرون وابنه خليفة سيادة القبيلة وانتصر خليفة بن ورو بينما هرب خزرون بن سعيد إلى مصر حيث تربى أبناؤه خليفة وسعيد والمنتصر. أطاع خليفة الزيريين حتى وفاة باديس، ولكن بعد وفاته وتسلم ابنه المعز ذهب خليفة وحاصر طرابلس. وقعت مشاكل بين والي طرابلس عبد الله بن الحسن وأمير إفريقية المعز بن باديس عام 1022 جعلت عبد الله يفتح أبواب المدينة لخليفة بن ورو الذي تسلمها مسترجعا بذلك سيادة بني خزرون عليها، وفي عهده تصالح مع الزيريين بعد أن كان أخوه حماد بن ورُّو يغير عليهم، وبايع الفاطميين, و لكن بعد الصلح بثلاث سنوات عادت الحروب بين المعز و خليفة و كانت أكثرها هزائم لزناتة, و الغالب أن قطيعة مع الفاطميين حصلت.
لم ينس سعيد بن خزرون بن سعيد (ابن عم خليفة) هزيمة والده، فجاء مع أخيه المنتصر وجمع جيش زناته وهاجموا طرابلس وهزموا خليفة بن ورو. وبعد مقتل سعيد على يد زغبة تولى خزرون بن خليفة بن ورو مؤقتا بعد أن تعاون مع الثائر الشيخ أبي الحسن بن المنمر. وفي عهده اعتمد مذهب الإمام مالك. لكن المنتصر بن خزرون استولى على طرابلس وأعاد طاعة الفاطميين، وفي عهده حصلت حروب مع الزيريين انتهت بهزيمته فأجبر على موالاتهم ثم دعمهم في معركة حيدران، قبل أن يتخلى عنهم قبيل المعركة, و بعد انتصارهم تقاسم العرب البلاد و حصلت زغبة على طرابلس لكن بنو سليم طردوهم منها لاحقا و ظل بنو خزرون في السيادة. ثم تحالف المنتصر مع بني عدي و قاد حملة على بني حماد انتهت بمقتله بإيعاز من الناصر بن علناس. 
ذكر التيجاني أن قاضي طرابلس أبو محمد محمد بن عبد الله بن إبراهيم بن هانش الطرابلسي هو من تولى المدينة 32 سنة من عام 444هـ \ 1052 حتى عام 477هـ \ 1085، ما يعني أن في هذه الرواية فإن بني هلال اسقطوا بني خزرون.

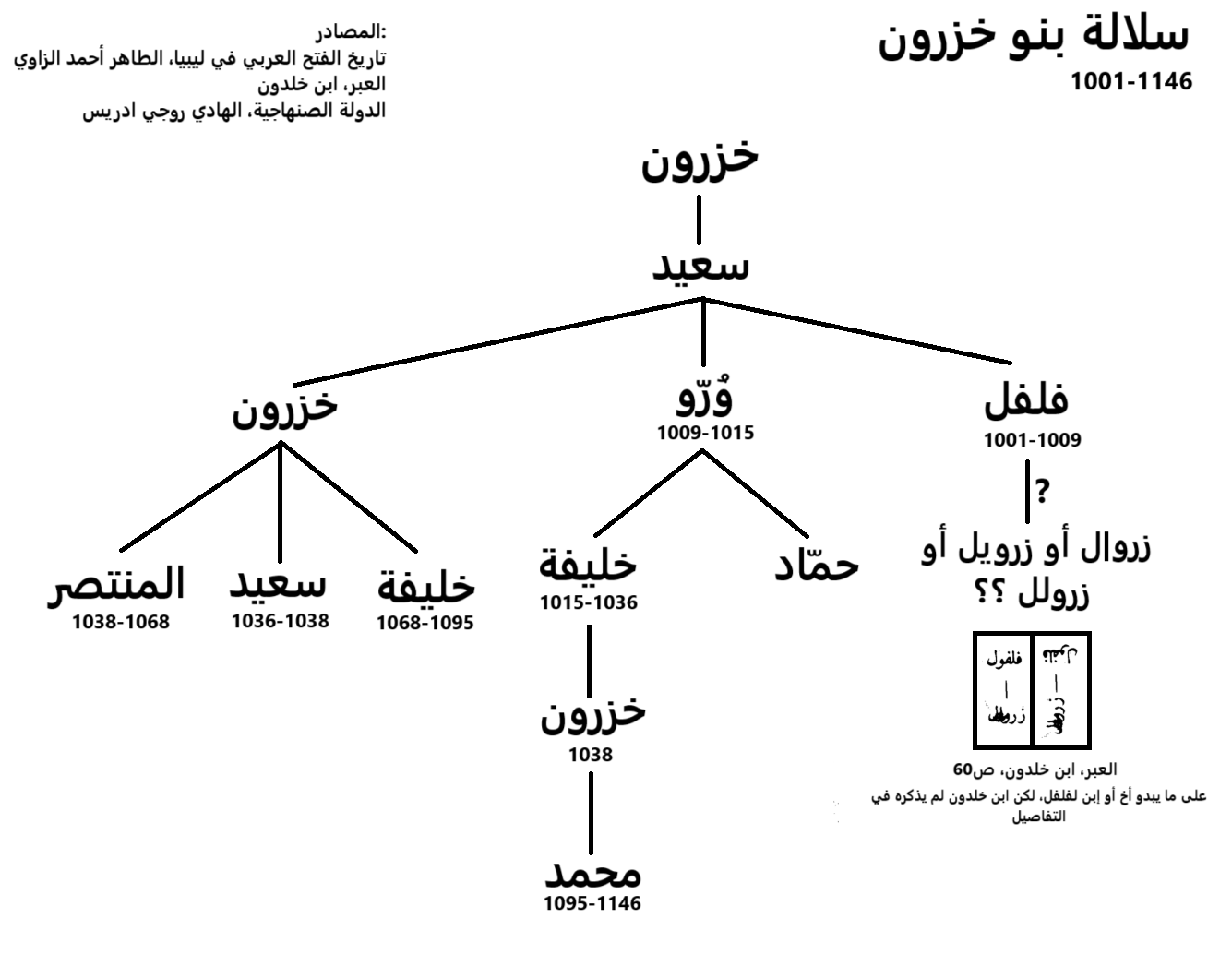
خط سلالة بنو خزرون و جميع أعضائها

وبعد وفاة المنتصر ورث الحكم أخوه خليفة بن خزرون بن سعيد. كان خليفة شخصا ظالما ومستبدا فكرهه شعب طرابلس وتحالفوا مع شاه ملك، وهو أحد أمراء الأتراك حصلت له ضائقات في بلده فلجأ إلى مصر لكن كثرة مشاكله أدت الى طرده فاتجه الى طرابلس واستغل العداء الشعبي للسلطة وتحالف مع السكان ففتحوا له أبواب المدينة فدخلها. و هناك الكثير من الروايات حول خليفة المنتصر، ذكر ابن خلدون أن فرد من سلالة بنو خزرون مجهول الاسم تولى الحكم بعد مقتل المنتصر، ذكر ابن عذاري و ابن الأثير أن مقلّد بن تميم بن المعز تولى طرابلس من قبل أبيه سنة 470هـ \ 1077-1078، و حسب رواية التجاني فإن حاكم طرابلس آنذاك كان أبو محمد محمد بن عبد الله بن إبراهيم بن هانش الطرابلسي حتى عام 477هـ \ 1085 كما ذكرنا سابقا، على العموم مع أي من هؤلاء الحكام انتهى الأمر باستيلاء شاه ملك على الأمور.
حاصر تميم بن المعز طرابلس وقبض على شاه ملك وأخذه معه إلى إفريقية، فتولى محمد بن خزرون بن خليفة بن ورو سلطة طرابلس واستقل بها عن الحسن بن علي الزيري وتقرب إلى شيوخ بني مطروح الذين كان لهم نفوذ قوي في المدينة، ونجح في صد هجوم بقيادة روجر الثاني لمحاولة الاستيلاء على طرابلس. وفي عام 1145 حصلت مجاعة ومع ازدياد جوع الناس وألمهم زاد ظلم وتعسف محمد بن خزرون. ضاق بنو مطروح ذرعا بأفعاله فجمعوا الناس وثاروا على الطاغية واستغل روجر الثاني الفوضى واستولى على طرابلس عام 1146 دون مقاومة، فهرب محمد بن خزرون مع حاشيته إلى البادية وسقطت دولة بني خزرون.

## حكام بنو خزرون
- فلفل بن سعيد (1001-1009)[11]
- ورُّو بن سعيد (1009-1015)[11]
- خليفة بن ورُّو (1015-?/1036)[11][note 1]
- سعيد بن خزرون بن سعيد (?/1036-1038)[11][note 1]
- خزرون بن خليفة بن ورُّو (1038)[11]
- المنتصر بن خزرون بن سعيد (1038-1068)[11]
- خليفة بن خزرون بن سعيد (1068-1095)[11][note 3]
- محمد بن خزرون بن خليفة (1095-1146)[11]